# Ефимов, Александр Анатольевич
Александр Анатольевич Ефимов (род. 21 октября 1960, Касимов, Рязанская область) — российский тренер и судья по пауэрлифтингу. Заслуженный тренер России (2000), судья международной категории по пауэрлифтингу (2001).
Президент Федерации пауэрлифтинга Республики Башкортостан (с 1990).

## Биография
Александр Анатольевич Ефимов родился 21 октября 1960 года в городе Касимове Рязанской области.
В 1983 году окончил Уфимский авиационный инстит, в 1988 году — Курганское высшее военно-политическое авиационное училище.
С 1990 года директор МП «Физкультура и здоровье» при Государственном комитете по спорту Республики Башкортостан, президент Федерации пауэрлифтинга Республики Башкортостан.
С 1994 года президент и соучредитель спортивного клуба «Ирбис». (В 2020 году ЗАО «Спортивный клуб «Ирбис» находится в стадии ликвидации).
С 2006 года – начальник республиканской общественной организации «Управление спортивных мероприятий Республики Башкортостан». Ликвидировано 16 января 2018 года.
С 13 сентября 2011 года президент Региональной общественной организации «Спортивная федерация пауэрлифтинга Республики Башкортостан».
Среди воспитанников И. Е. Абрамова, Н. А. Асабин, С. Я. Мор, Ф. З. Мухаматьянов, а также свыше 20 мастеров спорта России.

## Награды и звания
- Заслуженный тренер России (2000).
- Заслуженный работник физической культуры Республики Башкортостан (2004).
- Знак отличия «За самоотверженный труд в Республике Башкортостан».